# Ламповий метод визначення кількості сірки у світлих нафтопродуктах

Ламповий метод визначення кількості сірки у світлих нафтопродуктах.

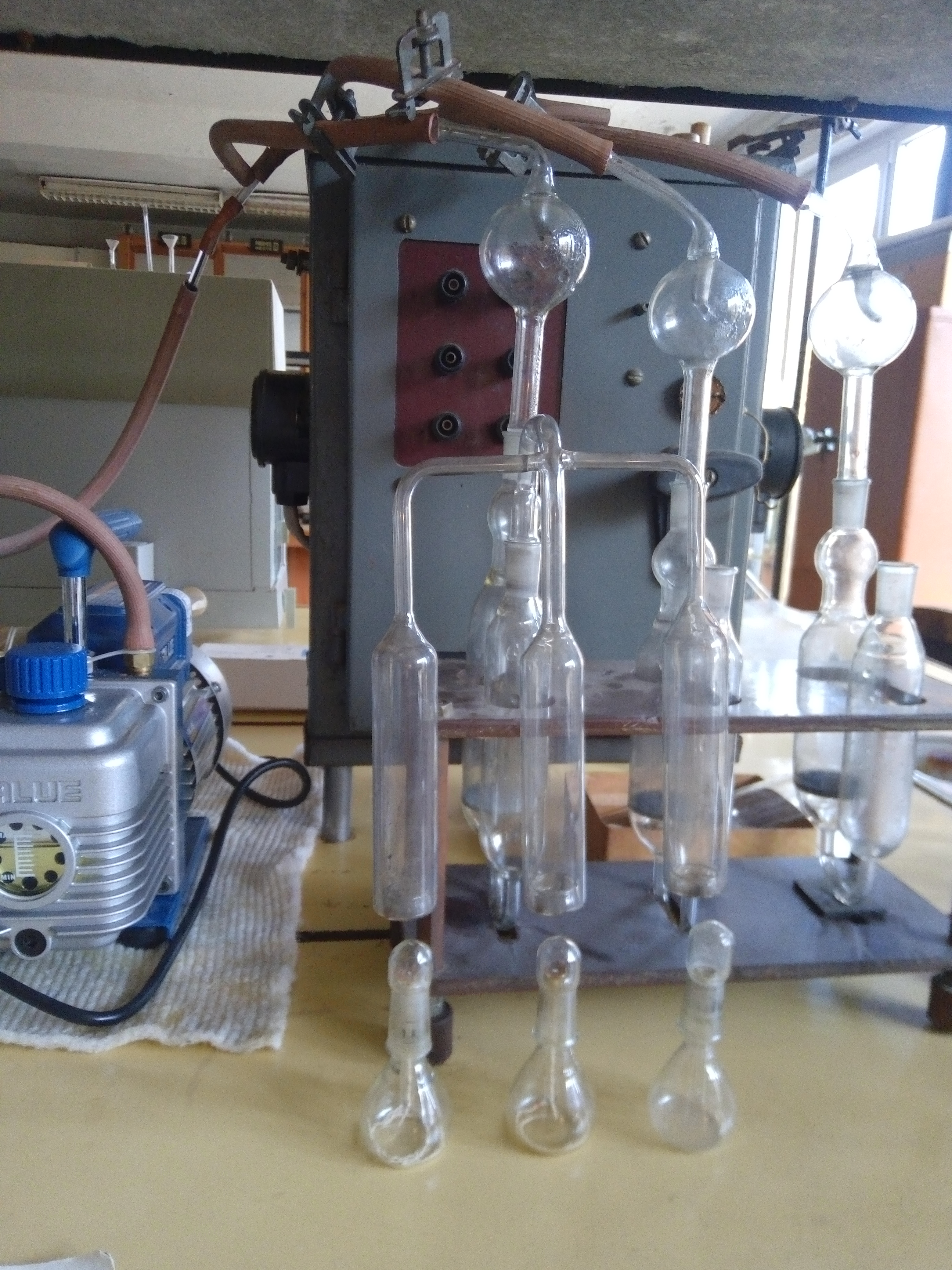
Ламповий метод визначення кількості сірки у світлих нафтопродуктах. Модифікація.

Ламповий метод визначення кількості сірки у світлих нафтопродуктах — заснований на спалюванні в лампі з азбестовим ґнотом наважки досліджуваного нафтопродукту і визначенні утвореного сірчистого ангідриду об'ємним способом. Утворені оксиди сірки поглинаються в абсорбері водним розчином вуглекислого натрію (Na2CO3) і потім визначаються об'ємним шляхом. Для спалювання досліджуваного об'єкта проба розбавляється еталонним спиртом в 3-4 рази.
Похибка вимірювання при визначенні загальної сірки в світлих нафтопродуктах ламповим методом за нормально налагодженої роботи складає не більше 0,05 %. Точність методу зменшується при переході до масляних фракцій у зв'язку зі зменшенням повноти їхнього згоряння в лампах.
Ламповий метод визначення загальної кількості сірки в світлих нафтопродуктах може бути використаний при виробництві експертиз та експертних досліджень. У середньому на один аналіз визначення загальної кількості сірки витрачається близько 30 хвилин.